# Storsvedtjärnen, Hälsingland
Storsvedtjärnen är en sjö i Ljusdals kommun i Hälsingland och ingår i Ljusnans huvudavrinningsområde.